# 豊富満
豊富 満（ほうふ みつる、1958年8月5日 - ）は、日本の俳優、声優。鹿児島県鹿児島市出身。フリー。旧芸名は田原 正治（たはら まさはる）。

## 略歴
専修大学文学部、貝谷芸術学院卒業。1983年に円演劇研究所に入所し、1986年に演劇集団 円の会員に昇格。2016年4月よりフリーとなる。

## 人物
声域はテノール。方言は鹿児島弁。

## 出演

### テレビドラマ
- 愛の流星
- 赤い糸の女（部長）
- 安宅家の人々（辰巳健作）
- 影の地帯（村民）
- 風の輪舞
- 気骨の判決
- 警視庁継続捜査班（医師）
- 月曜ミステリー劇場 沈黙のアリバイ
- ゴタ消し -示談交渉人 白井虎次郎-（八重樫教頭）
- ザ・ハングマン6
- 30分だけの愛（スーパーの店長）
- 新宿鮫 毒猿
- ずっとあなたが好きだった
- 大河ドラマ
  - 龍馬伝
  - 八重の桜
- 非婚同盟
- 氷炎 死んでもいい
- 古畑任三郎
- ベビーシッターの危険な好奇心
- 弁護士・高林鮎子（石井哲也）
- 松本清張没後10年記念企画・黒の奔流
- みんなマドンナ
- 仕掛人・藤枝梅安「弐 梅安仕掛針」（1991年、フジテレビ）- 松永真五郎

### バラエティ
- 大マジカル頭脳パワー!!スペシャル「マジカルミステリー劇場」（1991年）
- ビートたけしのつくり方

### 映画
- 噛む女
- 母べえ

### テレビアニメ
2013年
- ぎんぎつね（喜田良和）

2014年
- 黒執事 Book of Circus（農夫）
- 名探偵コナン（管理人）
- トライブクルクル（2014年 - 2015年、飛竜テツオ、花見仙人三郎、爺）
- PSYCHO-PASS サイコパス 2（役人）

2015年
- 銀魂ﾟ（おでん屋の店主、近藤勲の父）

2016年
- ハルチカ〜ハルタとチカは青春する〜（賢人A）
- 亜人（田中父、グラント製薬社長、警視総監、院長、国防研究局局長）

2017年
- キラキラ☆プリキュアアラモード（校長）

2018年
- バジリスク 〜桜花忍法帖〜（重臣）

2023年
- アンデッドガール・マーダーファルス（マルク）

### 劇場アニメ
- 思い出のマーニー（2014年）
- 宇宙兄弟＃0（2014年、宗片 父）
- ハーモニー（2015年、老人[4]）
- 夜は短し歩けよ乙女（2017年、詭弁論部OB）

### 吹き替え

#### 映画
- アサシネーション・ネーション
- アメリカン・ハッスル（ストッダード・ソーセン〈ルイ・C・K〉）
- ウーマン・イン・ブラック 亡霊の館（ジェローム〈ティム・マクマラン〉）
- エヴァリー（タイコ〈渡辺裕之〉）
- エクソダス:神と王（書記官〈ケン・ボーンズ〉）
- エンド・オブ・キングダム（レイ・モンロー国家安全保障局副長官〈ショーン・オブライアン〉 他）
- 完全なるチェックメイト（ポール・マーシャル〈マイケル・スタールバーグ〉）
- 靴職人と魔法のミシン（アブラハム・シムキン〈ダスティン・ホフマン〉）
- グランド・ジョー（ウェイド〈ゲイリー・プールター〉）
- グランド・マスター
- 殺人の告白
- スポットライト 世紀のスクープ（マット・キャロル〈ブライアン・ダーシー・ジェームズ〉）
- それでも、やっぱりパパが好き!（マレー〈キア・デュリア〉）
- 奪還者（アーチー〈デヴィッド・フィールド〉）
- 誰よりも狙われた男
- デビルズ・ノット（バーネット判事〈ブルース・グリーンウッド〉）
- デフォルト・ハイジャック（フランク・サルツマン〈グレッグ・キャラハン〉）
- ドム・ヘミングウェイ
- ドラゴン・コップス 微笑捜査線（リウ・シン〈ブルース・リャン〉）
- バッド・マイロ!
- バンデットQ（ナポレオン・ボナパルト〈イアン・ホルム〉）※35周年BD版盤追加収録
- ビッグ・アイズ（ディック・ノーラン〈ダニー・ヒューストン〉）
- ボーイ・ソプラノ ただひとつの歌声（ドレイク〈エディー・イザード〉）
- マッド・ナース（モリス博士〈ジャド・ネルソン〉）
- マンデラ 自由への長い道（看守長〈ロバート・ホッブズ〉）
- ラヴレース（ジョン・ボアマン〈ロバート・パトリック〉）

#### テレビドラマ
- ウェアハウス13 〜秘密の倉庫 事件ファイル〜
- 宇宙船レッド・ドワーフ号（タイワン・トニー）
- エレメンタリー ホームズ&ワトソン in NY
- キムチ 不朽の名作（ソ・ドンマン〈キム・ビョンギ〉）
- THE KILLING/キリング
- 殺人を無罪にする方法
- 主君の太陽（キム・グィド）
- スキャンダル 託された秘密
- ストライクバック：極秘ミッション
- DALLAS/スキャンダラス・シティ（ミッチ）
- レボリューション

#### アニメ
- 天才犬ピーボ博士のタイムトラベル
- バード・ストーリー（セクール）

### CM
- 大正製薬 ゼナ

### ラジオドラマ
- FMシアター「満月の夜」

### 舞台
- あの庭の扉を開けたとき
- アマデウス
- カシオペアの丘で
- ガリレイの生涯
- KEAN1（ネヴィル公爵）
- ジュリアス・シーザー
- シーザーとクレオパトラ
- シラノ・ド・ベルジュラック
- 救いの猫ロリータはいま・・・
- まちがいつづき
- 夜叉ヶ池
- 龍を撫でた男